# Anton II. (Oldenburg-Delmenhorst)

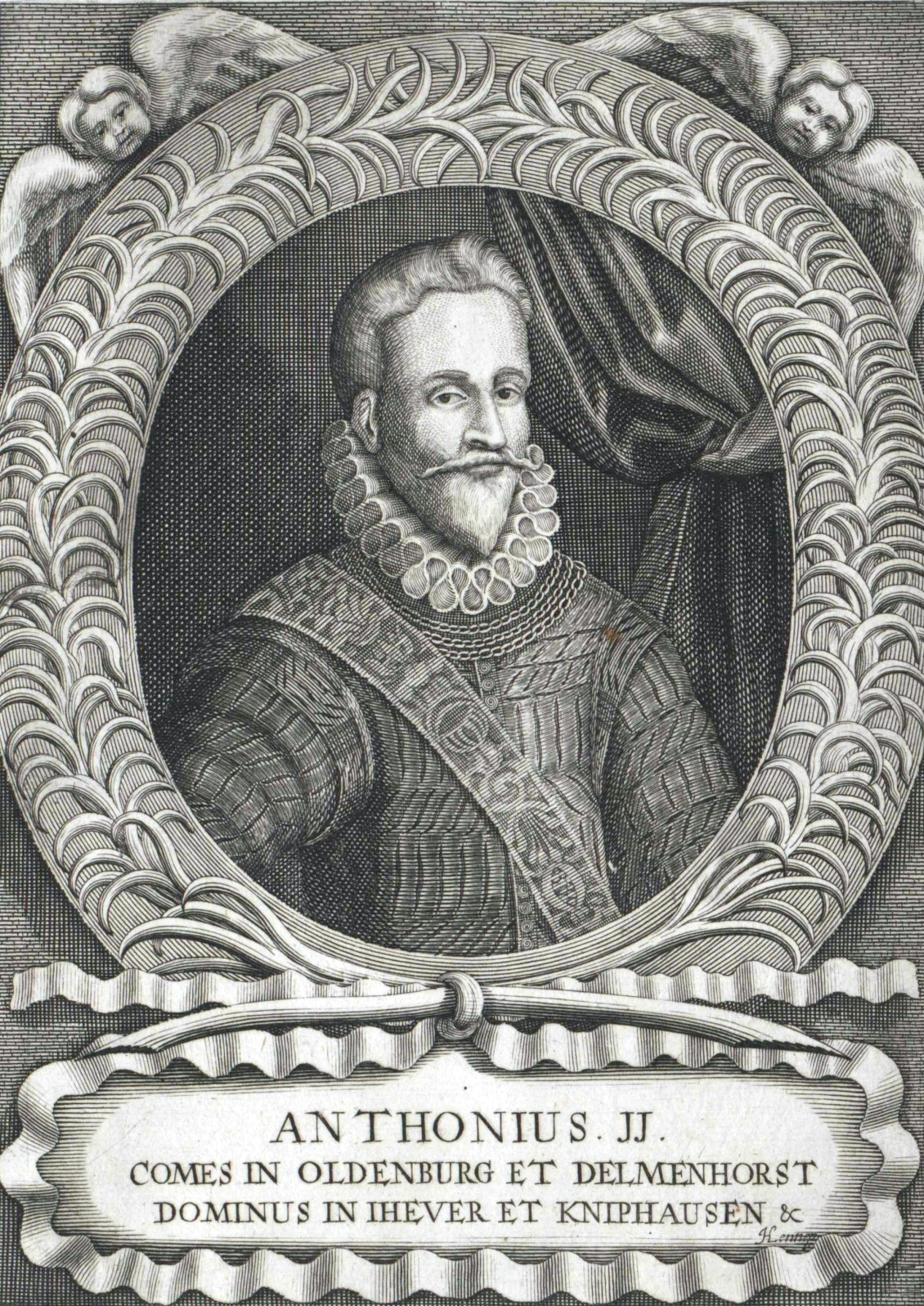
Anton II. von Oldenburg-Delmenhorst

Anton II. von Oldenburg-Delmenhorst (* 8. September 1550; † 25. Oktober 1619) aus dem Haus Oldenburg war regierender Graf von Delmenhorst.

## Biographie
Anton II. war der dritte Sohn von Anton I. von Oldenburg und Sophie von Sachsen-Lauenburg (1521–1571), Tochter des Herzogs Magnus I. von Sachsen-Lauenburg. Sein älterer Bruder war Johann VII. von Oldenburg.
Seine Erziehung führte ihn an verschiedene Fürstenhöfe, darunter den des Herzogs Julius von Braunschweig-Lüneburg. Im Spanisch-Niederländischen Krieg kämpfte er auf protestantischer Seite. Nach zunächst alleiniger Regierungsausübung durch seinen älteren Bruder ab 1573 erstritt Anton II. im Teilungsvertrag vom 3. November 1577 von diesem zunächst für zehn Jahre die Einkünfte der alten Grafschaft Delmenhorst, sowie der des Pfandamts Harpstedt und des Amtes Varel und der Vorwerke in Butjadingen. Nach weiteren Streitigkeiten fällte 1597 der kaiserliche Reichshofrat ein Urteil zu seinen Gunsten im Sinne der vollständigen und bis 1647 andauernden Teilung der Grafschaften von Oldenburg und von Delmenhorst.
Als Regent der kleinen Herrschaft Delmenhorst entwickelte er einen rührigen Unternehmergeist und Mut zu wirtschaftlichen Experimenten. Auf der Delmenhorster Geest wurde Eisenerzgewinnung versucht. Die Wirtschaftskraft der Herrschaft beruhte jedoch hauptsächlich auf der Ochsen- und Schweinemast und dem entsprechenden Handel vornehmlich über Köln, aber auch auf wertvoller Pferdezucht. Anton II. baute Schloss und Stadt Delmenhorst zu seiner Residenz aus. Neben einer Stadterweiterung nach Osten erfolgte der Neubau der Stadtkirche mit einer Gruft für die gräfliche Familie und die Anlage eines Schloss- und Lustgartens. Am Schloss selbst ließ er Ausbauten vornehmen, so etwa eine Wasserleitung aus Erlenstämmen, die frisches Wasser von der Geest bei Almsloh ins Schloss transportierte. Weiterhin stattete er die Räume großzügig aus und förderte das Schul- und Kirchenwesen der Grafschaft. Der Stadtkirche in Delmenhorst schenkte er eine neue Orgel und er beauftragte Ludwig Münstermann die Schlosskirche in Varel zwischen 1614 und 1618 mit neuem Altar, Kanzel, Orgelprospekt, Taufbecken, Orgelgehäuse und gräflicher Patronatsloge auszustatten. Anton II. wurde in einem feierlichen Leichenbegängnis am 8. Dezember 1619 in der Delmenhorster Stadtkirche beigesetzt, wo sein 1987 restaurierter Zinnsarg erhalten geblieben ist.
Die Grafschaft Delmenhorst wurde nach Antons Tod zunächst durch Antons Frau Sibylle Elisabeth von Braunschweig-Dannenberg vormundschaftlich regiert. Ab 1633 übernahm ihr gemeinsamer Sohn Christian als Christian IX. die Regierung.

## Familie und Nachkommen
Anton II. heiratete 1600 Sibylla Elisabeth von Braunschweig-Dannenberg (1576–1630), eine Tochter Heinrichs von Braunschweig-Dannenberg.
Das Paar hatte die Kinder:
- Sophie Ursula (* 10. Dezember 1601; † 5. Mai 1642)

⚭ Albrecht Friedrich, Graf von Barby (1597–1641)
- Katharina Elisabeth (* 22. Januar 1603; † 11. September 1649)
- Anton Heinrich (* 8. Februar 1604; † 1. September 1622)
- Anna (* 28. März 1605; † 12. Dezember 1688)

⚭ Johann Christian, Herzog von Schleswig-Holstein-Sonderburg (1607–1653)
- Clara (* 19. April 1606; † 19. Januar 1647)

⚭ August Philipp, Herzog von Schleswig-Holstein-Sonderburg-Beck (1612–1675)
- Sibila (* 18. Oktober 1608; † 14. September 1640)
- Dorothea (* 13. Dezember 1609; † 5. März 1636)
- Sidonie (* 10. Juni 1611; † 23. April 1650)

⚭ August Philipp, Herzog von Schleswig-Holstein-Sonderburg-Beck (1612–1675)
- Christian IX. (* 26. September 1612; † 23. Mai 1647), Graf von Delmenhorst
- Emilie (* 15. Juni 1614; † 4. Dezember 1670)

⚭ Ludwig Günther I:, Graf von Schwarzburg-Rudolstadt (1581–1646)
- Juliana (* 2. Juli 1615; † 16. Mai 1691)

⚭ Manfred, Herzog von Württemberg-Weiltingen (1626–1662)